# فيليكا باهاتشكا (بولتافسكا)
فيليكا باهاتشكا (Велика Багачка) هي مدينة في مقاطعة بولتافسكا في أوكرانيا.
يبلغ عدد سكانها حوالي 5507   نسمة.